# غريغ بلوم
غريغ بلوم (بالإنجليزية: Greg Blum)‏ (12 أبريل 1989 في الولايات المتحدة - ) هو لاعب كرة قدم أمريكي في مركز حراسة المرمى. لعب مع بيتسبورغ ريفرهوندز.

## وصلات خارجية
- غريغ بلوم على موقع قاعدة بيانات كرة القدم.إي يو (الإنجليزية)